# Gouverneurswahlen in Japan 2009
Im Jahr 2009 fanden in Japan zwischen Januar und November Gouverneurswahlen in neun Präfekturen statt.
Anmerkung: Die meisten Kandidaten treten als Parteilose bei Gouverneurswahlen an; daher sind in den Wahlergebnissen die Parteizugehörigkeiten nicht separat genannt und nur die von den Parteien ausgesprochenen Empfehlungen und formalen Unterstützungen aufgeführt. Dabei wird im Folgenden nicht zwischen Unterstützung von Nationalparteien und von Präfekturverbänden differenziert.

## 25. Januar 2009

### Yamagata
In der ersten Gouverneurswahl des Jahres in der Präfektur Yamagata konnte Mieko Yoshimura mit Unterstützung der Mitte-links-Parteien den LDP-gestützten Amtsinhaber Hiroshi Saitō bei hoher Wahlbeteiligung knapp schlagen.
| Kandidat          | Unterstützerparteien | Unterstützerparteien | Unterstützerparteien | Unterstützerparteien | Stimmen | Anteil   |
| ----------------- | -------------------- | -------------------- | -------------------- | -------------------- | ------- | -------- |
| Mieko Yoshimura   |                      |                      |                      | DP, KPJ, SDP         | 320.324 | 50,85 %  |
| Hiroshi Saitō     |                      |                      |                      | LDP                  | 309.612 | 49,15 %  |
| Summe             | Summe                | Summe                | Summe                | Summe                | 629.936 | 100,00 % |
| ungültige Stimmen | ungültige Stimmen    | ungültige Stimmen    | ungültige Stimmen    | ungültige Stimmen    | 3.403   | 0,54 %   |
| Wahlbeteiligung   | Wahlbeteiligung      | Wahlbeteiligung      | Wahlbeteiligung      | Wahlbeteiligung      | 633.360 | 65,51 %  |

### Gifu
In der Präfektur Gifu setzte sich Amtsinhaber Hajime Furuta gegen nur einen kommunistischen Gegenkandidaten klar für eine zweite Amtszeit durch. Die Wahlbeteiligung fiel von 43,5 Prozent 2005 um fünf Prozentpunkte.
| Kandidat           | Unterstützerparteien | Unterstützerparteien | Unterstützerparteien | Stimmen | Anteil   |
| ------------------ | -------------------- | -------------------- | -------------------- | ------- | -------- |
| Hajime Furuta      |                      |                      | LDP, Kōmeitō         | 514.112 | 80,52 %  |
| Kazuhiko Kinoshita |                      |                      | KPJ                  | 124.378 | 19,48 %  |
| Summe              | Summe                | Summe                | Summe                | 638.490 | 100,00 % |
| ungültige Stimmen  | ungültige Stimmen    | ungültige Stimmen    | ungültige Stimmen    | 9.233   | 1,43 %   |
| Wahlbeteiligung    | Wahlbeteiligung      | Wahlbeteiligung      | Wahlbeteiligung      | 647.723 | 38,44 %  |

## 29. März 2009: Chiba
In Chiba trat Gouverneurin Akiko Dōmoto nach zwei Amtszeiten nicht mehr an. Um ihre Nachfolge bewarben sich fünf Kandidaten, darunter der ehemalige Schauspieler Kensaku Morita, der Dōmoto bereits 2005 herausgefordert hatte, Taira Yoshida, der die Unterstützung der nationalen Oppositionsparteien genoss, und die ehemalige Professorin der Kansai-Universität Masumi Shiraishi. Die LDP Chiba konnte sich nicht entscheiden, ob sie Morita, Yoshida oder Shiraishi unterstützen wollte und gab keine einheitliche Empfehlung ab.
Bei um zwei Prozent gestiegener Wahlbeteiligung setzte sich Morita durch.
| Kandidat          | Unterstützerparteien | Unterstützerparteien | Unterstützerparteien | Unterstützerparteien | Unterstützerparteien                           | Stimmen   | Anteil   |
| ----------------- | -------------------- | -------------------- | -------------------- | -------------------- | ---------------------------------------------- | --------- | -------- |
| Kensaku Morita    |                      |                      |                      |                      | (inoffiziell/teilweise: LDP)                   | 1.015.978 | 45,54 %  |
| Taira Yoshida     |                      |                      |                      |                      | DP, SDP, NVP, NPJ (inoffiziell/teilweise: LDP) | 636.991   | 28,56 %  |
| Masumi Shiraishi  |                      |                      |                      |                      | (inoffiziell/teilweise: LDP)                   | 346.002   | 15,51 %  |
| Fusayuki Hatta    |                      |                      |                      |                      | KPJ                                            | 136.551   | 6,12 %   |
| Ken’ichi Nishio   |                      |                      |                      |                      |                                                | 95.228    | 4,27 %   |
| Summe             | Summe                | Summe                | Summe                | Summe                | Summe                                          | 2.230.750 | 100,00 % |
| ungültige Stimmen | ungültige Stimmen    | ungültige Stimmen    | ungültige Stimmen    | ungültige Stimmen    | ungültige Stimmen                              | 21.397    | 0,95 %   |
| Wahlbeteiligung   | Wahlbeteiligung      | Wahlbeteiligung      | Wahlbeteiligung      | Wahlbeteiligung      | Wahlbeteiligung                                | 2.252.177 | 45,56 %  |

## 12. April 2009: Akita
In der Präfektur Akita bewarben sich für die Nachfolge von Gouverneur Sukeshiro Terata vier Kandidaten: Norihisa Satake, der bisherige Bürgermeister der Präfekturhauptstadt Akita und Vorsitzender der Bürgermeisterkonferenz kreisfreier Städte, Hiroshi Kawaguchi, bisher Bürgermeister von Kosaka, Shōichirō Satō, ehemaliger Bürgermeister von Ugo und bereits 2005 Gouverneurskandidat, und der Kommunist Kaneji Fujimoto.
Die Wahlbeteiligung erholte sich von dem Tief von 2005 (63,0 %) und stieg auf 67,4 Prozent. Mit gut 55 Tausend Stimmen Vorsprung auf Kawaguchi setzte sich Satake, der Erbe der ehemaligen Adelsfamilie Satake, durch. Kawaguchi wurde im September 2009 Unterhausabgeordneter für den 2. Wahlkreis Akita.
| Kandidat               | Unterstützerparteien   | Unterstützerparteien   | Unterstützerparteien   | Stimmen | Anteil   |
| ---------------------- | ---------------------- | ---------------------- | ---------------------- | ------- | -------- |
| Norihisa Satake        |                        |                        | LDP, SDP               | 291.150 | 47,06 %  |
| Hiroshi Kawaguchi      |                        |                        | DP                     | 234.340 | 37,88 %  |
| Shōichirō Satō         |                        |                        | –                      | 77.178  | 12,48 %  |
| Kaneji Fujimoto        |                        |                        | KPJ                    | 15.991  | 2,58 %   |
| Summe                  | Summe                  | Summe                  | Summe                  | 618.659 | 100,00 % |
| ungültige Stimmen etc. | ungültige Stimmen etc. | ungültige Stimmen etc. | ungültige Stimmen etc. | 5.348   | 0,86 %   |
| Wahlbeteiligung        | Wahlbeteiligung        | Wahlbeteiligung        | Wahlbeteiligung        | 624.007 | 67,39 %  |

## 5. Juli 2009
Am 5. Juli, eine Woche vor der landesweit beachteten Parlamentswahl in Tokio, fanden Gouverneurswahlen in zwei Präfekturen statt: In Shizuoka wurde ein Nachfolger für den kurz vor Ende seiner Amtszeit zurückgetretenen Yoshinobu Ishikawa gewählt; da die beiden großen Parteien verschiedene Kandidaten unterstützten, galt die Wahl neben der Tokioter Präfekturparlamentswahl auch als Stimmungstest für die vor Herbst 2009 fällige Wahl zum nationalen Unterhaus. In Hyōgo bewarb sich Toshizō Ido als De-facto-Allparteienkandidat (ainori) gegen nur einen Kommunistischen Herausforderer für eine dritte Amtszeit.

### Shizuoka
Gouverneur Ishikawa war über die verspätete Eröffnung des umstrittenen Flughafens Shizuoka im Mai zurückgetreten. Für seine Nachfolge bewarb sich mit Unterstützung der nationalen Regierungsparteien, die bisherige LDP-Oberhausabgeordnete für Shizuoka Yukiko Sakamoto, die Mitte-links-Oppositionsparteien unterstützten Heita Kawakatsu, bisher Professor an der Shizuoka Bunka Geijutsu Daigaku und ehemaliger Regierungsberater. Daneben kandidierten Tōru Unno, ehemaliger Bürgermeister der Präfekturhauptstadt Shizuoka und DP-Oberhausabgeordneter für Shizuoka, sowie der Kommunist Sadayoshi Hirano.
Bei deutlich gestiegener Wahlbeteiligung (+16,6) setzte sich Kawakatsu knapp durch.
| Kandidat               | Unterstützerparteien   | Unterstützerparteien   | Unterstützerparteien   | Unterstützerparteien   | Stimmen   | Anteil   |
| ---------------------- | ---------------------- | ---------------------- | ---------------------- | ---------------------- | --------- | -------- |
| Heita Kawakatsu        |                        |                        |                        | DP, SDP, NVP           | 728.706   | 39,58 %  |
| Yukiko Sakamoto        |                        |                        |                        | LDP, Kōmeitō           | 713.657   | 38,76 %  |
| Tōru Unno              |                        |                        |                        | –                      | 332.952   | 18,09 %  |
| Sadayoshi Hirano       |                        |                        |                        | KPJ                    | 65.669    | 3,57 %   |
| Summe                  | Summe                  | Summe                  | Summe                  | Summe                  | 1.840.984 | 100,00 % |
| ungültige Stimmen etc. | ungültige Stimmen etc. | ungültige Stimmen etc. | ungültige Stimmen etc. | ungültige Stimmen etc. | 13.964    | 0,75 %   |
| Wahlbeteiligung        | Wahlbeteiligung        | Wahlbeteiligung        | Wahlbeteiligung        | Wahlbeteiligung        | 1.854.948 | 61,06 %  |

### Hyōgo
Bei nur leicht erholter Wahlbeteiligung (2005: 33,3 %; 2001: 56,2 %) erhielt Gouverneur Idos kommunistischer Herausforderer Kōtarō Tanaka knapp ein Drittel der Stimmen.
| Kandidat               | Unterstützerparteien   | Unterstützerparteien   | Unterstützerparteien   | Unterstützerparteien   | Stimmen   | Anteil   |
| ---------------------- | ---------------------- | ---------------------- | ---------------------- | ---------------------- | --------- | -------- |
| Toshizō Ido            |                        |                        |                        | LDP, Kōmeitō, SDP      | 1.087.279 | 68,84 %  |
| Kōtarō Tanaka          |                        |                        |                        | KPJ                    | 492.140   | 31,16 %  |
| Summe                  | Summe                  | Summe                  | Summe                  | Summe                  | 1.579.419 | 100,00 % |
| ungültige Stimmen etc. | ungültige Stimmen etc. | ungültige Stimmen etc. | ungültige Stimmen etc. | ungültige Stimmen etc. | 33.573    | 2,08 %   |
| Wahlbeteiligung        | Wahlbeteiligung        | Wahlbeteiligung        | Wahlbeteiligung        | Wahlbeteiligung        | 1.612.992 | 36,02 %  |

## 30. August 2009: Ibaraki
In der Präfektur Ibaraki fiel die Gouverneurswahl 2009 mit der nationalen Unterhauswahl zusammen. Gouverneur Masaru Hashimoto bewarb sich für eine fünfte Amtszeit. Anders als bei seinen letzten Wiederwahlen, als es jeweils nur einen KPJ-gestützten Gegenkandidaten gegeben hatte, traten 2009 fünf Kandidaten gegen Hashimoto an, darunter der ehemalige MLIT-Beamte und Staatssekretär Masato Obata, der die Unterstützung der LDP genoss, der Radrennfahrer Tomohiro Nagatsuka, und Takako Mamiya, bereits 2005 die Kommunistische Gouverneurskandidatin. Dennoch setzte sich Hashimoto bei hoher Wahlbeteiligung klar durch.
| Kandidat           | Unterstützerparteien | Unterstützerparteien | Stimmen   | Anteil   |
| ------------------ | -------------------- | -------------------- | --------- | -------- |
| Masaru Hashimoto   |                      | –                    | 743.945   | 47,10 %  |
| Masato Obata       |                      | LDP                  | 318.605   | 20,17 %  |
| Tomohiro Nagatsuka |                      | –                    | 264.150   | 16,73 %  |
| Takako Mamiya      |                      | KPJ                  | 177.309   | 11,23 %  |
| Katsuyuki Morikawa |                      | –                    | 41.494    | 2,63 %   |
| Takashi Kakihara   |                      | –                    | 33.863    | 2,14 %   |
| Summe              | Summe                | Summe                | 1.579.366 | 100,00 % |
| ungültige Stimmen  | ungültige Stimmen    | ungültige Stimmen    | 55.041    | 3,37 %   |
| Wahlbeteiligung    | Wahlbeteiligung      | Wahlbeteiligung      | 1.634.407 | 67,97 %  |

## 25. Oktober 2009: Miyagi
In der Präfektur Miyagi wurde Gouverneur Yoshihiro Murai von Yasuo Endō herausgefordert, einem ehemaligen Mitarbeiter der Ernährungs- und Landwirtschaftsorganisation der Vereinten Nationen, der von den nun auf nationaler Ebene regierenden Mitte-links-Parteien unterstützt wurde. Bei um rund sechs Prozent gestiegener Wahlbeteiligung wurde Murai mit überwältigender Mehrheit für weitere vier Jahre im Amt bestätigt.
| Kandidat               | Unterstützerparteien   | Unterstützerparteien   | Unterstützerparteien   | Unterstützerparteien   | Stimmen | Anteil   |
| ---------------------- | ---------------------- | ---------------------- | ---------------------- | ---------------------- | ------- | -------- |
| Yoshihiro Murai        |                        |                        |                        | –                      | 647.734 | 74,09 %  |
| Yasuo Endō             |                        |                        |                        | DP, SDP, NVP           | 174.702 | 19,98 %  |
| Miyuki Amashita        |                        |                        |                        | KPJ                    | 51.848  | 5,93 %   |
| Summe                  | Summe                  | Summe                  | Summe                  | Summe                  | 874.284 | 100,00 % |
| ungültige Stimmen etc. | ungültige Stimmen etc. | ungültige Stimmen etc. | ungültige Stimmen etc. | ungültige Stimmen etc. | 5.206   | 0,59 %   |
| Wahlbeteiligung        | Wahlbeteiligung        | Wahlbeteiligung        | Wahlbeteiligung        | Wahlbeteiligung        | 879.490 | 46,57 %  |

## 8. November 2009: Hiroshima
Yūzan Fujita, Gouverneur von Hiroshima, hatte sich nach vier Amtszeiten zurückgezogen. Für die Nachfolge bewarben sich fünf Kandidaten. Hidehiko Yuzaki, ein ehemaliger MITI-Beamter, wurde aus den größten Fraktionen im Präfekturparlament und von Fujita unterstützt und gewann mit absoluter Mehrheit der abgegebenen Stimmen. Bestplatzierte Gegenkandidatin war Anri Kawai, Präfekturparlamentsabgeordnete und Ehefrau des LDP-Unterhausabgeordneten Katsuyuki Kawai.
| Kandidat               | Unterstützerparteien   | Unterstützerparteien               | Stimmen | Anteil   |
| ---------------------- | ---------------------- | ---------------------------------- | ------- | -------- |
| Hidehiko Yuzaki        |                        | – (inoffiziell/teilweise: LDP, DP) | 395.638 | 52,31 %  |
| Anri Kawai             |                        | –                                  | 195.623 | 25,87 %  |
| Shōji Murakami         |                        | KPJ                                | 77.515  | 10,25 %  |
| Yasuhiro Kawamoto      |                        | –                                  | 57.846  | 7,65 %   |
| Michiko Shibasaki      |                        | –                                  | 29.646  | 3,92 %   |
| Summe                  | Summe                  | Summe                              | 756.268 | 100,00 % |
| ungültige Stimmen etc. | ungültige Stimmen etc. | ungültige Stimmen etc.             | 21.460  | 2,76 %   |
| Wahlbeteiligung        | Wahlbeteiligung        | Wahlbeteiligung                    | 777.728 | 33,71 %  |